# فلويد دن
فلويد دن (بالإنجليزية: Floyd Dunn)‏ (14 أبريل 1924 - 24 يناير 2105) هو مهندس كهربائي أمريكي.

## تعليمه وعمله
التحق فلويد بجامعة إلينوي في أوربانا وحصل على درجة البكالوريوس في الهندسة الكهربائية عام 1949 ثم درجة الماجستير في عام 1951 ثم التحق بهيئة التدريس في الجامعة عام 1955 وحصل على درجة الدكتوراة في عام 1956 وأصبح بروفيسور في عام 1965.

## المناصب والجوائز
- عضو في جمعية مهندسي الكهرباء والإلكترونيات
- عضو في جمعية الصوتيات الأمريكية  [لغات أخرى]‏
- عضو في المعهد الأمريكي للموجات فوق الصوتية في المجال الطبي  [لغات أخرى]‏
- عضو في الجمعية الأمريكية لتقدم العلوم
- عضو في معهد الصوتيات  [لغات أخرى]‏
- عضو في المعهد الأمريكي للهندسة في المجال الطبي وعلم الأحياء
- عضو في الأكاديمية الوطنية للعلوم
- عضو في الأكاديمية الوطنية للهندسة
- عضو في جمعية الفيزياء الحيوية
- جائزة وليام فراي التذكارية في عام 1984
- جائزة جوزيف هولمز الرائدة في العلوم الأساسية عام 1990
- الجائزة الرائدة في تاريخ الموجات فوق الصوتية في المجالات الطبية عام 1988
- جائزة العالم الجليل من جامعة إلينوي
- وسام الجدارة الخاص من جمعية الصوتيات اليابانية عام 1988
- الوسام الفضي من الجمعية الأمريكية في الاستجابة الحيوية للاهتزازات الصوتية عام 1989
- جائزة جمعية مهندسي الكهرباء والإلكترونيات للإنجازات الهندسية في الطب وعلم الأحياء عام 1995
- وسام إديسون في عام 1996